# Populație

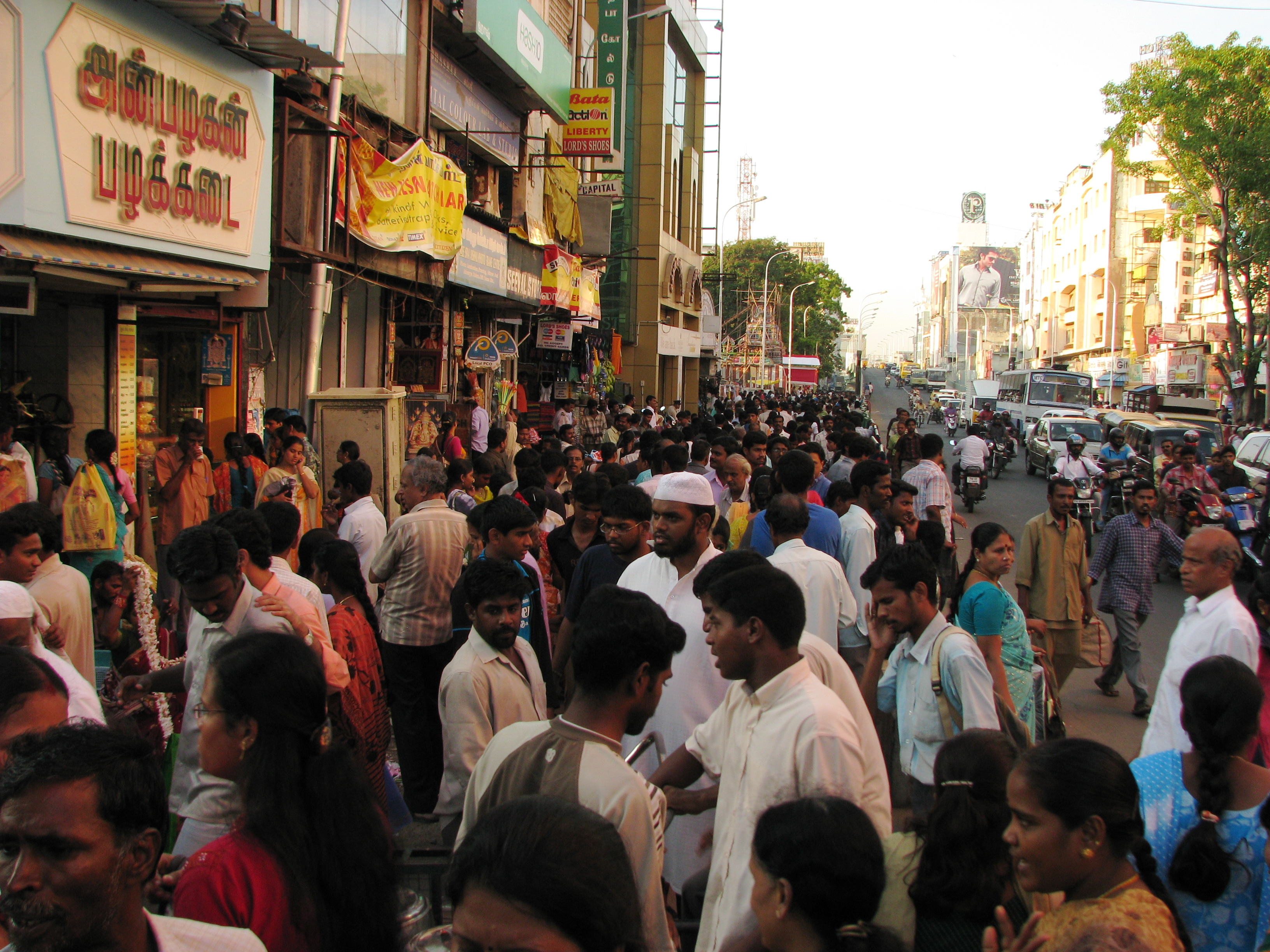

Populația reprezintă termenul generic ce exprimă numărul locuitorilor într-o anumită arie geografică. Populația constituie totalitatea locuitorilor unei țări, unei regiuni, a unui oraș etc. (Biologie) Grup de indivizi aparținând aceleiași specii de animale sau plante care coexistă în aceeași arie geografică. (În sintagmă) Populația de stele = ansamblu de stele  grupate după vârstă, poziție, compoziție chimică etc.

## Indicatori demografici

### După intensitatea proceselor demografice
- Natalitatea;
- Mortalitatea;
- Sporul natural.

### După transferul de populație
- Migrație;
- Dispersie;
- Urbanizare;
- Emigrație;
- Imigrație.

## Legături externe
- „populație” la DEX online